# Horourrê
 (juillet 2018).
Si vous disposez d'ouvrages ou d'articles de référence ou si vous connaissez des sites web de qualité traitant du thème abordé ici, merci de compléter l'article en donnant les références utiles à sa vérifiabilité et en les liant à la section « Notes et références ».
Horourrê est chef d'expédition dans les mines de turquoise de Sarabit al-Khadim sous les règnes de Sésostris III et Amenemhat III.
Sur une stèle en pierre érigée dans l'angle ouest du téménos, il fait part des difficultés qu'il rencontre chaque jour au cours son expédition, mais encourage ses successeurs à ne pas se laisser abattre. Il y fait état de sa propre expérience, comment sa troupe arriva sans dommage sur le site, et comment Hathor lui permit de réussir une mission qui s'annonçait sous de mauvais auspices. L'inscription — une vingtaine de lignes de hiéroglyphes — explique en effet que l'été, saison de l'arrivée sur le site, était peu propice pour découvrir des filons de turquoise d'une bonne qualité de vert, mais qu'heureusement, grâce aux offrandes faites à Hathor, la turquoise ramenée à son maître était « encore plus belle que celle de la [bonne] saison ».